# Моцарт и туалетный юмор

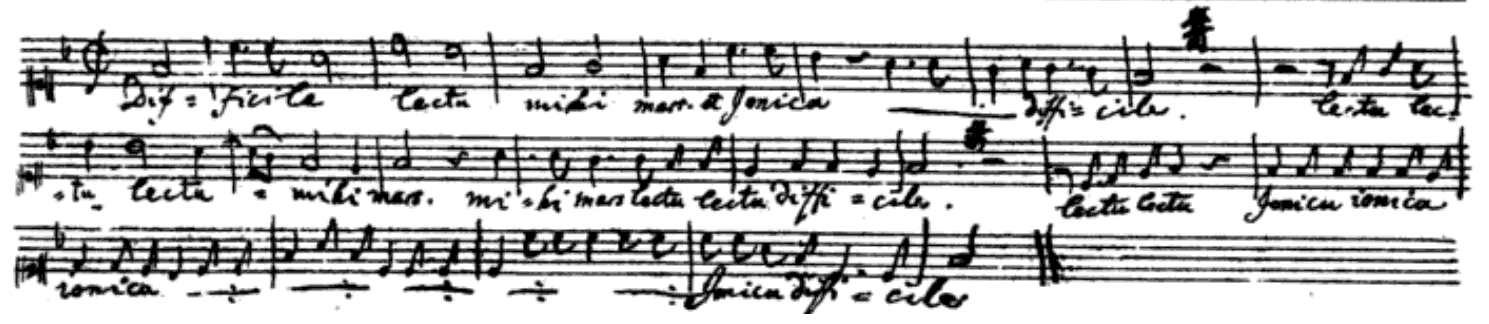
Репродукция оригинальной рукописи моцартовского канона «Difficile lectu» (К. 559). Слова «Lectu mihi mars» созвучны фразе «Leck du mich im Arsch», использовавшейся в кругу семьи Моцарта.

Вольфганг Амадей Моцарт демонстрировал туалетный юмор в своих письмах и в ряде произведений. Этот материал уже давно является проблемой для исследователей творчества Моцарта. Один из подходов заключается в исследовании роли скатологического юмора в семье, окружении и эпохе Моцарта. Согласно другой точке зрения, подобный юмор был результатом «впечатляющего списка» психических заболеваний, которыми, как утверждается, страдал Моцарт.

## Примеры

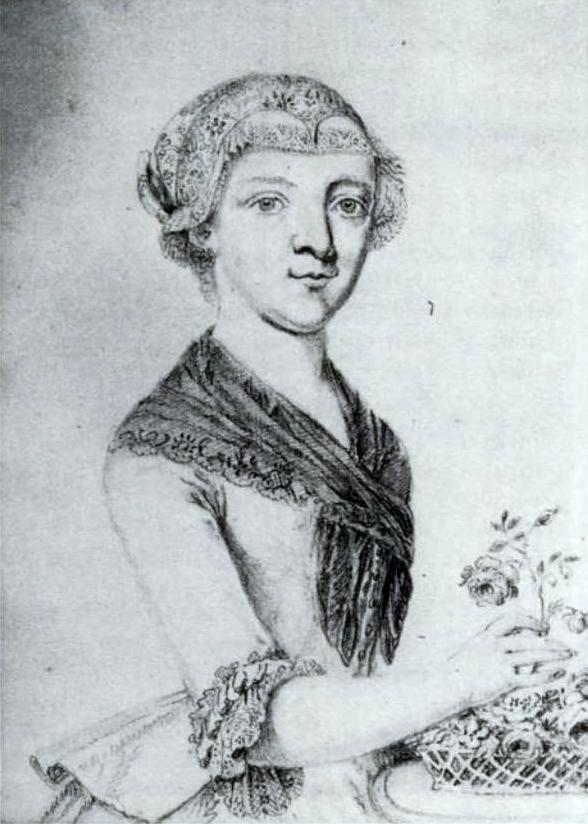
«Кузинушка» Анна Мария Текла Моцарт, автопортрет карандашом, 1777/1778 г.

Наглядным примером использования Моцартом сортирно-скатологического юмора является письмо своей кузине Марии-Анне-Текле Моцарт, отправленном из Мангейма и датированным 5 ноября 1777 г., где присутствует следующее четырехстишие:

А теперь пожелаю вам доброй ночи,

Срите в постель что есть мочи,

Сладко спите,

Задницу к носу подтяните.
Оригинальный текст (нем.)
Lezt wünsch ich eine gute nacht

scheissen sie ins bett dass es kracht

schlafens gesund

reckens den arsch zum mund.

Один из канонов под номером К. 231/382c начинается с фразы «Поцелуй меня в задницу» (нем. Leck mich im Arsch, букв. с нем. — «лизни меня в задницу»). Данное выражение является распространённым ругательством в Германии, известным под названием «швабское приветствие».

## Контекст
Дэвид Шредер пишет:
С течением времени возникла почти непреодолимая пропасть между нами и эпохой Моцарта. Это заставляло нас неправильно истолковывать его непристойные письма, более сильно, чем другие. Эти письма смущают нас, и мы пытались скрыть их, упростить, или объяснить патологией.
Маргарет Тэтчер столкнулась с фактами скатологии Моцарта, когда посетила театр, чтобы увидеть «Амадея» Питера Шеффера. Режиссёр Питер Холл сообщает:
Она была недовольна. В своем лучшем начальственном стиле она сделала мне строгое внушение относительно постановки пьесы, которая изображала Моцарта как скатологического чертенка с любовью к четырёхбуквенным словам. Она сказала, что невообразимо, чтобы человек, написавший такую изысканную и изящную музыку, был сквернословом. Я сказал, что письма Моцарта вполне отчетливо показывают это. Он имел необычайно инфантильное чувство юмора… «Я думаю, вы не слышали, что я сказала», — ответила премьер-министр. «Он не мог быть таким». Я послал копию письма Моцарта на Даунинг-стрит, 10 на следующий день; меня даже поблагодарил её личный секретарь. Но это было бесполезно: премьер-министр сказала, что я был неправ.

### Письма
Американский эндокринолог Бенджамин Симкин исследовал 39 писем Моцарта, включая скатологические отрывки. Почти все они направлены членам своей семьи, в частности, его отцу Леопольду, матери Анне Марии, сестре Марии Анне (Наннерль) и его кузине Марии Анне Текле. По словам Симкина, Леопольд, Анна Мария и Наннерль также включали скатологический юмор в свои письма. Так, 26 сентября 1777 года Наннерль из Парижа написала своему мужу (оригинал в стихах):

Адьо, мой дорогой. 
 Будь в порядке, моя любовь.
И в рот свой зад засунь.
 Я желаю тебе доброй ночи,
 Мой дорогой,
 Но сначала нагадь в свою постель
И размажь это.
Оригинальный текст (нем.)
Adio ben mio leb gsund,

Reck den arsch zum mund.

Ich winsch ein guete nacht,

scheiss ins beth das Kracht.

Даже относительно сдержанный Леопольд в одном письме использовал явно выраженное выражение с фекальным подтекстом.
Несколько писем с фекальным юмором были написаны Моцартом для своей «кузинушки» (нем. Bäsle, ум. от нем.  — младшая двоюродная сестра) — двоюродной сестры, и, предположительно, возлюбленной. В этих письмах, написанных после двух недель, приятно проведенных Вольфгангом и Анной Марией Теклой в её родном Аугсбурге, туалетный юмор сочетается с игрой слов и сексуальными аллюзиями. К примеру, вот фрагмент письма Моцарта, отправленного из Мангейма 5 ноября 1777 года:

Драгоценная кузинушка-образинушка!
Ваше столь ценное для меня послание я благополучно получил-размочил, и из него заключил-решил, что г-н брат-пират, г-жа мать кузины-образины, а также вы сами-с-усами хорошо поживаете-бываете. Мы тоже слава богу очень хорошо живём-собаку-жуём. Нынче прямо мне в лапы-царапы пришло-приплыло письмишко-кривулишко от моего папа-ха-ха. Я надеюсь, что и вы получили-притащили мое письмо-само, которое я написал вам из Маннгейма. Тем лучше, лучше тем. А теперь кое-что поумнее.
<…>
Вы мне пишете-слышите, что сдержите свое преступление, которое дали мне в Огсбурге, и что это скоро будет-застудит. Что ж, для меня это будет большая гадость. Далее вы еще пишете, вы, можно сказать, распространяетесь, подает е знак, подаете голос, даете мне знать, объявляете, намекаете мне, уведомляете меня, провозглашаете мне, отчетливо формулируете, требуете, вожделеете, желаете, хотите, выражаете пожелание, вы приказываете, чтобы я тоже прислал вам свой портрет-мортрет. Eh bien, конечно пришлю-приколю. Oui, par ma la foi, я насру тебе на нос, и потечет d'koi.

В одном из писем отцу (за 17 октября 1777 года), рассказывая о посещении Аугсбурга, Моцарт описывает его и «кузинушки» встречу с неким священником, Эмилианом (по-видимому, Эмилианом Ангермаиром (нем. Emilian Angermayr) (1735-1803), профессором теологии в аугсбургском монастыре):

Некий проф. Эмилиан, заносчивый осел и неотесанное посмешище среди людей своей профессии, был в ударе. Он все старался подшучивать над кузинушкой, а она подшучивала над ним — наконец, когда он опьянел — а это произошло очень скоро — он принялся музицировать. Он запел канон и сказал: я в жизни не слышал ничего лучше. А я сказал, что мне очень жаль, но подпеть я не могу, потому что по природе своей не умею петь в тон. Ничего страшного, сказал он.
Он начал. Я был третьим. И я запел совсем другие слова, что-то вроде: о ты, харя, в зад меня лизни, sotto voce: кузинушке моей. Потом мы снова полчаса смеялись.

### Музыка
Включение сортирного юмора Моцартом в музыку было одной изящных форм развлечений композитора, такие произведения распространялись в узком и закрытом кругу своих приятелей, как правило, изрядно подвыпивших. Скатология отражена в канонах, в которых каждый голос вступает с одинаковыми словами и музыкой с задержкой после предыдущего голоса. Американский музыковед пишет по этому поводу:

Может показаться странным, что Моцарт делал чистовые копии, вносил эти произведения в свой личный каталог произведений (в который он имел тенденцию опускать эфемерные произведения) и разрешал их копировать. Причина, по которой он отдавал предпочтение этим маленьким и грубым произведениям, схожим с его более серьёзными и важными работами, остаётся загадкой.
Оригинальный текст (англ.)It may seem strange that Mozart made fair copies, entered these items into his personal works catalogue (in which he tended to omit ephemeral works) and allowed them to be copied. The reason he favored these small and crude pieces in ways similar to his more serious and important works remains a mystery.— Buch (2016), "Непристойные каноны Моцарта, вульгарные и развратные в Ауф дер Виден театре", Музыка XVIII века

### Реакция близких
В 1798 году вдова Моцарта, Констанция Вебер, послала письма её покойного мужа к Анне Марии Текле в музыкальное издательство Breitkopf & Härtel, которое в своё время собирали материал в надежде подготовить биографию Моцарта. В сопровождающем письме она писала: «Несмотря на сомнительный вкус, в письмах его кузины полно остроумия и это заслуживает упоминания, хоть они и не были опубликованы полностью».

### В XVIII веке
Существует предположение, что в XVIII в. туалетный юмор был более публичным и гораздо менее табуированным. Немецкоязычный театр времен Моцарта находился под влиянием итальянской комедии дель арте и подчеркивал склад характера персонажа Гансвурста, пришедшего из народного театра. Будучи распоясанным грубияном по характеру, Гансвурст развлекал публику, в частности, тем, что пожирал необыкновенную и огромную пищу (например, съедая за один присест целого телёнка) или же, затем испражнясь ею. Скатология, по-видимому, могла нести и социально-политическую подоплёку, посетители театров в это время были, главным образом, представителями наследственной аристократии, что исключало их из политической жизни. Контрапунктом изысканной культуре верхов и был туалетный юмор и скатология. В одном из писем (за 16 октября 1777 г.) великий композитор коверкает фамилии знатных господ, присутствовавших на недавнем концерте в Аугсбурге: «герцогиня Толстожопель, графиня Обоссунья, княгиня Говновонь, <…> принцы Пустобрюх фон Свинохряк».

### В немецкой культуре
Американский фольклорист и культурный антрополог Алан Дандес предположил, что интерес и терпимое отношение к туалетному юмору является специфической особенностью немецкой национальной культуры, сохраняющейся и по сей день:

В немецком фольклоре нашлось огромное количество текстов, связанных с анальностью. Scheiße (дерьмо), Dreck (грязь), Mist (навоз), Arsch (задница), и другие банальные речевые обороты. Народные песни, сказки, пословицы, народная речь — все это свидетельствует о давнем особом интересе немцев в этой области человеческой деятельности. Я не утверждаю, что другие народы мира не выражают здоровый интерес в этой сфере, но пожалуй, немцы оказываются буквально озабоченными такими темами. Таким образом, вопрос тут не в особенности, а лишь в степени.
Дандес подробно освещает туалетный юмор Моцарта, а также ссылается на скатологические тексты Мартина Лютера, Иоганна Вольфганга фон Гёте, Генриха Гейне и других светил немецкой культуры.
Моцарт использует и скатологические конструкты, бывшие и являющиеся по сей день частью фольклора и культуры.

## Медицинские исследования
Ещё в начале XX века Стефан Цвейг высказал предположение о том, что присутствие туалетного юмора может быть истолковано как признак психической патологии. Цвейг собрал внушительную коллекцию рукописей, связанных с музыкой, в том числе и неопубликованные на тот момент письма Моцарта к Анне Марии Текле, а также автографы скатологических канонов Моцарта «Difficile lectu» и «O du eselhafter Peierl». В июне 1931 года Цвейг отправил копии писем «кузинушке» знаменитому психиатру Зигмунду Фрейду со следующим предложением:

…те девять писем двадцатиоднолетнего Моцарта, из которых я здесь выборочно публикую одно, бросают психологически очень странный свет на его эротику, которая показывает сильнее, чем эротика какого-либо иного значительного человека, инфантилизм и страстную плотскость. Это могло бы, собственно, послужить интересной штудией для одного из ваших учеников, ибо все письма вращаются исключительно вокруг одной и той же темы.

Однако, видимо, Фрейд отклонил предложение Цвейга. Позже психобиографы изъяли письма в качестве доказательства психопатологических тенденций у Моцарта.
Некоторые авторы в 1990-х годах истолковывали материал как доказательство того, что Моцарт имел синдром Туретта. Симкин каталогизировал скатологические письма и сравнивал частоту вульгаризмов в них с частотой подобных вульгаризмов от других членов семьи Моцарта — у Моцарта она гораздо выше. Скатологические материалы были объединены Симкиным с биографическими данными о времени Моцарта. Он предположил, что Моцарт страдал от тиков, характерных для синдрома Туретта. Его заявление было подхвачено газетами всего мира, вызвав международную сенсацию, и интернет-сайты растиражировали это предположение.
Гипотеза о наличии у Моцарта синдрома Туретта была признана несостоятельной, ей не удалось поколебать господствующее мнение по этому вопросу. Так, Каммер (2007) критически оценивает гипотезу как слишком грубую. Он пришел к выводу, что «синдром Туретта — это изобретательный, но неправдоподобный диагноз в истории болезни Моцарта». Доказательства моторных тиков отсутствуют, и точка зрения, что непроизвольные вербальные тики передаются в письменной форме, признана «проблематичной». Невролог и писатель Оливер Сакс опубликовал редакционную статью, оспаривая утверждение Симкина, но Ассоциация синдрома Туретта, указывала на спекулятивный характер этой информации. Никакие эксперты по синдрому Туретта или организации не высказали мнение о том, что имеются достоверные доказательства, позволяющие сделать вывод, что Моцарт имел синдром Туретта. Один специалист по синдрому заявил, что «хотя некоторые сайты называют Моцарта в числе личностей, которые имели синдром Туретта или ОКР, из описания его поведения не явствует, что он на самом деле страдал одним из этих заболеваний».

## Скатологические материалы

### В письмах
Составленный Бенджамином Симкиным список скатологических писем Моцарта следующим лицам:
- его отец, Леопольд Моцарт: двадцать писем
- его жена, Констанция Моцарт: шесть писем
- его кузина Мария Анна Фекла Моцарт: шесть писем
- его сестра Мария Анна Моцарт (Наннерль): четыре письма
- его мать Анна Мария Моцарт: одно письмо
- его мать и сестра совместно: одно письмо
- его друг из Зальцбурга Abbé Joseph Bullinger: одно письмо
- его друг, хормейстер Антон Штоль, для кого он писал Аве верум корпус: одно письмо

### В музыке
Каноны были впервые опубликованы после смерти Моцарта с лирикой, где устранены непристойности; например, «Leck mir den Arsch fein rein» («Лизни меня в задницу аккуратным и чистым») стало «Nichts labt mich mehr als Wein» («Ничто не освежает меня больше, чем вино»). В некоторых случаях, только в первой строке оригинал скатологической лирики сохранялся. Список ниже отсортирован по каталогу Кехеля. Голоса и предполагаемые даты от Neal Zaslaw и Каудери (1990: 101—105); ссылки по онлайн-изданиюNeue Mozart-Ausgabe.
- «Leck mich im Arsch» («Лизни меня в задницу»), К. 231 (к6 382c), шесть голосов. Шаблон:NMA s. Сочинил несколько раз в 1780-х годах. Впервые опубликовано как «Lass froh uns sein» («Давайте нас радовать»).
- «Leck mir den Arsch fein recht schön sauber» («Лизни мою задницу аккуратным и чистым»), К. 233 (к6 382d). Шаблон:NMA s. Впервые опубликовано как «Nichts labt mich mehr als Wein» («Ничего не радует меня больше, чем вино»). Музыка этого канона когда-то считалась мыслями Моцарта, ноWolfgang Plath в 1998 году были показаны изначально итальянские слова «Tu sei gelosa, è vero». В качестве редакторов записей Neue Mozart-Ausgabe, наверняка, работу почти следует считать произведением Моцарта, но и скорее как автора лирических текстов, а не как композитор.
- «Bei der Hitz im Sommer eß ich» («В разгар лета я ем»), К. 234 (к6 382e). Шаблон:NMA s. Как с К. 233, музыка не Моцарта; изначально это был канон «So che vanti un cor ingrato» Венцеля Трнка.
- «Gehn wir im Prater, gehn wir in d' Hetz», К. 558, четыре голоса. Шаблон:NMA s. 1788 или раньше.
- Difficile lectu mihi Mars, К. 559, три голоса. Шаблон:NMA s. Калифорния, 1786—1787.
- O du eselhafter Peierl, («Ах ты, ослиный Peierl») четыре голоса, К. 560a. Шаблон:NMA s. Калифорния. 1786—1787. Немного изменённая версия «O du eselhafter Martin», каталогизирован К. 560b.
- «Bona nox» («Доброй ночи»), К. 561, четыре голоса. Шаблон:NMA s. 1788 или раньше.

### Комментарии
1. ↑  в оригинале нем. bäsle häsle
2. ↑  в оригинале игра слов между нем. Verbrechen (преступление) и нем. Vespreschen (обещание)
3. ↑  с фр. — «Ну, ладно»
4. ↑  с фр. — «Да, признаюсь»
5. ↑  с фр. — «…по подбородку»
6. ↑  В оригинале нем. P[ater] E: o du schwanz, leck mich im arsch
7. ↑  с итал. — «вполголоса»